# Lactoria cornuta
Lactoria cornuta (hrv.: Kravica ili Škrinjašica, engl.: Cowfish) je morska riba iz porodice Ostraciidae (engl. Boxfish). Ova porodica sadrži 34 vrste. Kravice su česte ribe u morskoj akvaristici.
Lactoria cornuta može biti duga do 45 cm. Porijeklom je iz istočnog Indijskog i Tihog oceana, mora uz istočnu obalu Afrike, te živi i u Crvenom moru, Indoneziji, Japanu, Koreji i Francuskoj Polineziji.
Hrani se većinom ulovljenim beskralježnjacima i hranom biljnog porijekla.
Uplašena riba može kroz kožu izlučiti ostraciotoksin, otrov kojim se u prirodi brani od grabežljivaca. Ovaj otrov izlučen u akvariju može prouzročiti pomor riba i ostalih organizama. Kada je to potrebno, otrov se sintetizira u koži ribe.

## Vanjske poveznice
- http://www.biolib.cz/en/taxon/id142047/
- http://www.fishbase.org/Summary/speciesSummary.php?ID=6399&genusname=Lactoria&speciesname=cornuta&lang=English
- http://aquatab.net/system/lactoria-cornuta/